# Thamsanqa Teyise
Thamsanqa Teyise (sinh ngày 12 tháng 8 năm 1986 ở Alexandria, Eastern Cape) là một hậu vệ bóng đá người Nam Phi hiện tại thi đấu cho Supersport United ở Premier Soccer League.

## Sự nghiệp câu lạc bộ
Teyise gia nhập AmaZulu vào tháng 1 năm 2011 từ đội bóng tại Port Shepstone ở Vodacom League, Gamalakhe United hay SAP Callies ở mùa giải 2010–11. Anh ra mắt tại giải vô địch chỉ vài ngày sau khi ký hợp đồng vào ngày 16 tháng 1 năm 2011 trước Lamontville Golden Arrows. Anh ghi bàn thắng đầu tiên cho AmaZulu trong chiến thắng 3–0 trước Golden Arrows tại Sân vận động King Zwelithini vào ngày 16 tháng 12 năm 2014. He signed a pre-contract cùng với SuperSport United vào tháng 1 năm 2014.
Anh gia nhập Supersport United vào tháng 7 năm 2014. Anh có màn ra mắt vào ngày 9 tháng 8 năm 2014 trong chiến thắng 1–0 trước Bidvest Wits.